# 征矢神社
征矢神社（そやじんじゃ）は、埼玉県飯能市の神社。

## 歴史
日本武尊の東征の際に、千束の「征矢（そや）」を備えて戦勝祈願を行ったのが当社の起源である。その後、承平天慶の乱のときに、平将門討伐のために進軍した源経基は当地に至り、日本武尊と誉田別尊を祀ったという。別の説では平将門が当社を祀ったという。歓喜寺が別当寺であった。
1872年（明治5年）、近代社格制度に基づく「村社」に列せられ、1908年（明治41年）の神社合祀により周辺の9社が合祀された。
当社の別名は「砂の宮」である。かつての入間川は現在よりも西に流れており、当社周辺は河川敷であった。そのため当地の土壌は砂が多かったことに由来する。

## 交通アクセス
- 飯能駅より徒歩23分。